# Maleficent
Maleficent és una pel·lícula de 2014 dirigida per Robert Stromberg i protagonitzada per Brenton Thwaites, Angelina Jolie i Elle Fanning. La història és una versió amb actors reals de la pel·lícula de 1959 de La bella dorment de Walt Disney vista des del punt de vista de Malèfica, la bruixa malvada.
La cinta es va estrenar a Hollywood el 28 de maig de 2014 i va arribar a les cartelleres cinematogràfiques aquella mateixa setmana. Malgrat que les opinions dels crítics van ser molt diverses, la pel·lícula va tenir èxit entre l'audiència aconseguint més de 758$ milions a tot el món i triomfant com la quarta pel·lícula més taquillera del 2014. La cinta, a més, va estar nominada als Oscar del 2014 en la categoria del millor vestuari.

## Argument
La pel·lícula de Walt Disney explora els inicis de la malvada bruixa i fada Malèfica i què la va portar a maleir la Princesa Aurora, la Bella Dorment. És doncs una readaptació de la pel·lícula de Walt Disney La bella dorment amb actors reals.
Malèfica és una fada que viu en un regne màgic i s'enamora d'un jove camperol humà i ambiciós anomenat Stefan. El rei del regne veí vol conquerir el país de les fades, que Malèfica protegeix i per això promet que qui la capturi o mati serà el seu successor. Stefan s'hi acosta i aprofita l'antiga relació per tallar les ales de la fada Malèfica i afeblir-la.
Llavors ella en revenja es torna una bruixa dolenta i malvada i maleeix la Princesa Aurora, la Bella Dorment, la filla del nou rei Stefan i de la seva esposa, la Reina Flor: quan la Princesa Aurora, la Bella Dorment, faci els setze anys es punxarà amb un fus i dormirà fins que la desperti un autèntic petó d'amor. El Rei Stefan intenta protegir la nena portant-la a viure amb les tres fades bones al bosc, on Malèfica la vigila de prop i li va cobrant afecte. Per això lamenta el dia que el seu malefici fa efecte i la Princesa Aurora, la Bella Dorment, cau adormida. Intenta que un príncep anomenat Phillip desperti a la Princesa Aurora, la Bella Dorment, amb un petó d'amor veritable però el seu petó no fa efecte perquè el príncep Phillip no estima de debò al cent per cent a la Princesa Aurora, la Bella Dorment, i s'arrisca anar a palau tot i que el rei Stefan busca matar-la i acabar el que havia començat temps ençà.
Finalment és Malèfica, ella mateixa, qui aconsegueix trencar l'encanteri de la Princesa Aurora, la Bella Dorment, gràcies a un veritable petó d'amor maternal. La Princesa Aurora, la Bella Dorment, torna les ales tallades a la seva fada i amb el poder recuperat, aconsegueix vèncer el rei Stefan. La Princesa Aurora, la Bella Dorment, esdevé aleshores reina dels dos regnes.

## Repartiment
Els actors més rellevants de la pel·lícula són els següents:
| Intèrpret          | Personatge                                                    |
| ------------------ | ------------------------------------------------------------- |
| Angelina Jolie     | la malvada bruixa Malèfica                                    |
| Elle Fanning       | Princesa Aurora/Rosa, la Bella Dorment                        |
| Miranda Richardson | Reina Ulla                                                    |
| Brenton Thwaites   | Príncep Felip                                                 |
| Sharlto Copley     | Rei Stefan                                                    |
| Juno Temple        | Fauna                                                         |
| Sam Riley          | Diable, el corb de la malvada bruixa Malèfica en forma humana |
| Imelda Staunton    | Flora                                                         |
| Lesley Manville    | Primavera                                                     |
| Hannah New         | Reina Flor                                                    |

## Producció
Angelina Jolie s'havia unit des de feia molt de temps (maig de 2011) al projecte, quan Tim Burton s'havia plantejat temptativament dirigir la pel·lícula, però després va optar per no fer-ho. Linda Woolverton va ser l'encarregada d'escriure el guió de la pel·lícula. Després, el 6 de gener de 2012, Disney va anunciar que Robert Stromberg, el dissenyador de producció d'Alice in Wonderland i Oz the Great and Powerful, dirigiria la pel·lícula. Joe Roth, Don Hahn i Richard D. Zanuck van ser contractats com a productors, encara que Zanuck va morir poc més tard. Roth va dir que la pel·lícula no s'hauria fet si Angelina Jolie no hagués acceptat el paper.... "Ella semblava l'única persona que podia fer el paper, no tenia sentit la pel·lícula si no era ella".
El març de 2012, es va publicar que Elle Fanning estava en negociacions per interpretar a la Princesa Aurora, la Bella Dorment. La seva participació es va anunciar el maig de 2012, juntament amb Sharlto Copley com l'actor protagonista, Stefan, després descrit com mig humà mig fada, i Imelda Staunton; Miranda Richardson es va escollir per interpretar a la Reina Ulla, considerada a la pel·lícula com una reina de les fades que també és la tia de Maleficent; Kenneth Cranham com el Rei; Sam Riley com Diaval, un corb que canvia a la forma humana i es converteix en la mà dreta de Maleficent; i Lesley Manville.
El director Stromberg va remarcar en el "meravellós" contrast existent entre les dues actrius protagonistes, Elle Fanning i Angelina Jolie, descrivint el personatge d'Aurora com un "raig de llum" que intenta il·luminar la foscor de Maleficent.

## Guardons[13]

### Nominacions
- 2015: Oscar al millor vestuari per Anna B. Sheppard
- 2014: Satellite al millor disseny de vestuari per Anna B. Sheppard
- 2014: Satellite a la millor direcció d'art i disseny de producció per Dylan Cole, Frank Walsh i Gary Freeman